# Caïne
Pour les articles homonymes, voir Caine.

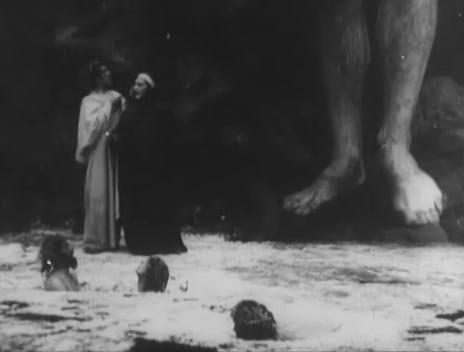
Dante et Virgile découvrent la Caïne.
L'Inferno, Milano films, 1911.

La Caïne est un lieu de la Divine Comédie de Dante Alighieri.

## L'Enfer de Dante
Dante situe la Caïne dans la première zone du lac du Cocyte, au plus profond du neuvième cercle de l'Enfer. Là sont punis, pris dans la glace jusqu'au cou, les traîtres à leurs proches. Il donne à ce lieu le nom de Caïn qui tua son frère Abel après l'avoir trahi. 

## Les damnés de la Caïne
Dante place dans la Caïne, au chant XXXII de l'Enfer (vers 16 à 69), les frères Alessandro degli Alberti (it) et Napoleone degli Alberti (it), Mordred, Vanni de' Cancellieri (it), Sassolo Mascheroni (it), Camicione de' Pazzi (it). Au chant V, Francesca da Rimini annonce à Dante : « Caïne attend celui qui nous meurtrit » (son mari Gianciotto Malatesta qui, surprennant son adultère avec son frère Paolo Malatesta, les tua tous deux.